# Celos (película de 1935)
Celos es una película mexicana  producida por Felipe Mier en 1935 con la compañía Producciones Mier S.A., dirigida y escrita por Arcady Boytler, Roberto Gavaldón y José Benavides Jr. como asistentes de dirección y Alex Phillips en la dirección de fotografía.
Duración 79 min.

## Sinopsis
El intento de suicidio por parte de la joven Irene, después de que su amante la abandona, provoca que el doctor Armando la salve por medio de una operación y se casen. Al año de matrimonio, Armando sufre de celos destructivos que lo llevan a suponer que su esposa se entiende mejor con el joven doctor Federico. Cegado por los celos, golpea e insulta al inocente doctor. Después se lleva a Irene y a su criado Sebastián a la montaña, vuelve a su sanatorio, pero durante una operación enloquece completamente, es llevado a un manicomio del cual escapa para tratar de matar a su mujer, porque cree que lo engaña con el criado. Cuando vuelve al manicomio, Armando se ahorca.

## Aspectos técnicos
- Fecha de inicio de rodaje: octubre de 1935.[3]
- Estudios y locaciones: Estudios México Films[cita requerida]
- Fecha y lugar de estreno: 23 de enero de 1936, cine Palacio.[4]
- Formato: 35mm blanco y negro

## Reparto
- Fernando Soler/ Dr. Armando Toscano
- Vilma Vidal / Irene
- Arturo de Córdova / Federico
- Luis G. Barreiro / médico
- Emilio Fernández / Sebastián
- Lina Boytler / cantante
- Andrés Soler / Dr. Andrés
- Carmen Hermosillo / enfermera
- Paco Martínez / Loco
- Gustavo Aponte / Loco
- David Valle González / Loco
- María Teresa Escobedo
- María Díaz de León
- Joaquín Coss / invitado